# Madou Dossama
Madou Dossama (ur. 24 lipca 1972) – burkiński piłkarz grający na pozycji obrońcy. W swojej karierze grał w reprezentacji Burkiny Faso.

## Kariera klubowa
W swojej karierze Dossama grał w klubie Étoile Filante ze stolicy kraju, Wagadugu. W jego barwach wywalczył m.in. mistrzostwo Burkiny Faso w 2001 roku. Z tym klubem zdobywał także Puchar Burkiny Faso i Superpuchar Burkiny Faso.

## Kariera reprezentacyjna
W reprezentacji Burkiny Faso Dossama zadebiutował w 1998 roku. W 2000 roku rozegrał 2 mecze w Pucharze Narodów Afryki 2000: z Zambią (1:1) i z Egiptem (2:4). Z kolei w 2002 roku był powołany do kadry na Puchar Narodów Afryki 2002. Na nim zagrał trzykrotnie: z Republiką Południowej Afryki (0:0), z Marokiem (1:2) i z Ghaną (1:2). W kadrze narodowej grał do 2002 roku.